# Водное поло на чемпионате мира по водным видам спорта 2017
Соревнования по Водному поло на Чемпионате мира по водным видам спорта 2017 проходили с 16 по 29 июля 2017 года в Будапеште, Венгрия.

## Расписание
Прошли два соревнования среди мужчин и женщин.
Дано центральноевропейское время (UTC+2).
| Дата         | Время | Стадия                              |
| ------------ | ----- | ----------------------------------- |
| 16 июля 2017 | 08:30 | Групповой раунд                     |
| 17 июля 2017 | 08:30 | Групповой раунд                     |
| 18 июля 2017 | 08:30 | Групповой раунд                     |
| 19 июля 2017 | 08:30 | Групповой раунд                     |
| 20 июля 2017 | 08:30 | Групповой раунд                     |
| 21 июля 2017 | 08:30 | Групповой раунд                     |
| 22 июля 2017 | 10:30 | Плей-офф/Дополнительные матчи       |
| 23 июля 2017 | 10:30 | Плей-офф/Дополнительные матчи       |
| 24 июля 2017 | 09:30 | Четвертьфиналы/Дополнительные матчи |
| 25 июля 2017 | 09:30 | Четвертьфиналы/Дополнительные матчи |
| 26 июля 2017 | 10:30 | Полуфиналы/Дополнительные матчи     |
| 27 июля 2017 | 10:30 | Полуфиналы/Дополнительные матчи     |
| 28 июля 2017 | 12:00 | Женский финал                       |
| 29 июля 2017 | 12:00 | Мужской финал                       |

## Медальный зачёт
| Команда | Золото | Серебро | Бронза |
| ------- | --- | --- | --- |
| Мужчины | Хорватия | Венгрия | Сербия |
| Женщины | США · Габриелла Стоун · Мэдди Масселмен · Мелисса Сайдемен · Рейчел Фаттал · Пейдж Хаусчайлд · Мэгги Стеффенс · Джордан Рейни · Кайли Нушул · Ария Фишер · Джейми Нушул · Макензи Фишер · Элис Уильямс · Аманда Лонган | Испания · Лаура Эстер · Марта Бак · Анна Эспар · Беатрис Ортис Муньос · Матильда Ортис · Хелена Льорет Гомес · Клара Эспар · Мария Карраско · Жудит Форка · Паула Креспи Баррьига · Анна Гуал Ровироса · Паула Лейтон · Сандра Домене Перес | Россия · Анастасия Верхоглядова · Вероника Вахитова · Екатерина Прокофьева · Эльвина Каримова · Мария Борисова · Ольга Горбунова · Алена Сержантова · Анастасия Симанович · Анна Тимофеева · Татьяна Толкунова · Евгения Иванова · Дарья Рыжкова · Анна Карнаух |